# Gettin' Together! (album de Paul Gonsalves)
Albums de Paul Gonsalves
Ellingtonia Moods and Blues
(1960) Tenor Stuff
(1961)
Gettin' Together! est un album du saxophoniste de jazz Paul Gonsalves sorti en 1961 chez Jazzland.
Paul Gonsalves est associé à Duke Ellington, ayant fait partie de son big band pendant plus de 20 ans. Pourtant, sur ce disque ne joue aucun autre musicien de la sphère Ellingtonnienne, et aucun des morceaux ne fait partie de son répertoire. Il s'est entouré de musiciens jeunes et modernes, dont Wynton Kelly et Jimmy Cobb, qui faisaient partie de la section rythmique de Miles Davis à la même période. Sam Jones et Nat Adderley viennent eux du quintet de Cannonball Adderley.

## Pistes
| No | Titre                  | Musique                      | Durée |
| -- | ---------------------- | ---------------------------- | ----- |
| 1. | Yesterdays             | Jerome Kern/Otto Harbach     | 3:35  |
| 2. | J. And B. Blues        | Joe Livramento               | 4:57  |
| 3. | I Surrender Dear       | Gordon Clifford/Harry Barris | 4:28  |
| 4. | Hard Groove            | Paul Gonsalves               | 4:57  |
| 5. | Low Gravy              | Jelly Roll Morton            | 7:55  |
| 6. | I Cover the Waterfront | Johnny Green/Edward Heyman   | 4:10  |
| 7. | Gettin' Together       |                              | 4:57  |
| 8. | Walkin'                | Richard Carpenter            | 4:46  |

## Musiciens
- Paul Gonsalves : saxophone ténor
- Nat Adderley : cornet
- Wynton Kelly : piano
- Sam Jones : contrebasse
- Jimmy Cobb : batterie